# Саддам Камель
Саддам Камель аль-Хасан аль-Маджид (1952? — 23 февраля 1996) — иракский военный деятель, полковник, актер. Троюродный брат и зять иракского президента Саддама Хусейна, а также родной племянник Али Хасана аль-Маджида («Химический Али»), брат Хусейна Камеля и двоюродный брат Абед Хамид Махмуда.
Саддам Камель женился на дочери президента Ирака — Ране. На протяжении долгого времени он возглавлял Республиканскую гвардию. В 1986 году Саддам Хусейн снял его с должности и передал командование гвардии своему сыну Кусею. Саддам Камель сыграл своего тестя в фильме «Длинные дни», повествующие о революционной борьбе Саддама Хусейна. В середине 90-х годов он возглавил личную охрану президента. Саддам Камель лично принимал участие в пытках и казнях политических заключённых во времена Саддама Хусейна.
Саддам Камель и его брат Хусейн Камель вместе с семьями сбежали 7 августа 1995 года в Иорданию, где попросили политическое убежище. В Аммане Саддам Камель рассказал о внутриполитической ситуации в стране. Впоследствии Саддам и Хусейн Камели с жёнами и детьми вернулись в Ирак на гарантии помилования. Братья вернулись на родину через полгода под личные гарантии Саддама, который пообещал помиловать их. Официально было объявлено, что с ними расправились разъярённые родственники, но существует версия, по которой Саддам Хусейн лично отдал приказ об убийстве своих зятьёв.